# Victor Haïm
Pour les articles homonymes, voir Haïm.
Victor Haïm est un dramaturge, acteur, scénariste, metteur en scène et professeur d'art dramatique français d'origine gréco-turque né le 22 juillet 1935 à Asnières-sur-Seine (Seine). Ses œuvres sont traduites et jouées dans plusieurs pays.
Il est le père de l'actrice et metteure en scène Mathilda May et de  la danseuse et comédienne Judith Haim, connue sous le nom de Judith Réval.

## Biographie
Victor Lévy, qui prendra plus tard le nom de plume de  Victor Haïm, est né à Asnières le 22 juillet 1935, dans une famille juive sépharade originaire de Salonique. Ses parents déménagent ensuite rapidement[style à revoir] pour Nantes. La Seconde Guerre mondiale a des conséquences dramatiques pour sa famille qui doit se réfugier dans la clandestinité dans le Massif central en 1941. Toute la famille de sa mère est exterminée. Revenu à Nantes en 1945, il reprend ses études au lycée Jules Verne puis au lycée Clemenceau, et il entre, en parallèle de son cursus scolaire, au Conservatoire d’art dramatique de Nantes, où il étudie sous la direction de Jacques Couturier. Il en sort en 1954, sans prix mais avec une médaille de diction. Il s'installe alors à Paris, où il fait des études de lettres, obtenant une maîtrise de Lettres modernes, et entre à l’École supérieure de Journalisme. Il trouve un stage à l’Agence France Presse mais ses passions restent le théâtre et l'écriture. Il écrit à cette époque deux pièces qui ne seront jamais jouées.
Quelques mois après son mariage avec Danielle Lévy, en 1957, il est envoyé au service militaire pour 28 mois, dont 14 en Algérie.
Revenu à Paris en 1960, il commence une carrière de journaliste, d'abord à l'Agence France Presse, puis pour un journal économique pendant trois ans, puis pour des magazines. Simultanément, il se fait connaître à partir de 1963 comme auteur de théâtre, écrivant notamment pour la radio et la télévision, et aussi pour la scène, sous le nom de plume de Victor Haïm. Il emprunte ainsi le deuxième prénom de son père, Joseph Haïm Lévy. Il met fin à sa carrière journalistique en 1977,. Son premier succès est, en 1963, sa pièce La peau du carnassier qui est créée par Pierre Valde, professeur au cours Dullin, et, notamment, Gérard Desarthe et Michelle Marquais. La pièce sera représentée dans plus d’une vingtaine de pays. Sa carrière est dès lors lancée en France comme à l'étranger - ses œuvres sont traduites dans une quinzaine de langues. En 1966, sa pièce Mourir en chantant, et, un an plus tard, L’arme blanche sont de nouveaux succès. Il est dès lors soutenu par les éditions de l’Avant-Scène, qui publient ses nouvelles œuvres dans leur revue et dans la Collection des Quatre-Vents.
Il se diversifie en 1970 en écrivant une pièce pour marionnettes, un livret d’opéra et un ballet-comédie. À partir de 1982, il scénarise des films, sa première œuvre étant Entre Chats et Loups, suivie de Les Incorrigibles (1977), Ja Peur (1994), Noces Cruelles (1996). De plus, il devient professeur d’art dramatique en 1983, au Théâtre de L’Ombre, puis au cours Florent. Il exerce cette fonction jusqu’en 1991. En 1992, il intervient à l’École régionale des acteurs de Cannes, et deux ans plus tard, au département culture et communication de l’Université d'Évry. Le Centre français du théâtre de l’Unesco fait appel à lui pour occuper le poste de secrétaire.
À partir de 1976, il joue dans ses propres pièces. Son premier rôle est dans sa pièce intitulée Isaac et la sage-femme.

## Théâtre

### Auteur
- 1963 : La Peau du carnassier
- 1966 : Elzevir - Comédie[5]
- 1966 : Mourir en chantant - Drame[6],[7]
- 1967 : L'Arme blanche
- 1968 : Mon violoncelle pour un cheval - Drame moderne[8]
- 1971 : La Peau d'un fruit - Monologue[6],[9]
- 1972 : L'an prochain à Baden Baden
- 1973 : Abraham et Samuel - Comédie[10]
- 1973 : Qui a tué le Général ?
- 1974 : Comment harponner le requin - Comédie[10]
- 1974 : L'Abîme
- 1974 : Les Vampires subventionnés
- 1975 : La Visite - Comédie[10]
- 1975 : Les Meurtrières
- 1975 : L'Intervention
- 1976 : Isaac et la Sage-Femme - Comédie dramatique[9]
- 1976 : La Frappe
- 1976 : La Servante - Comédie[6],[9]
- 1977 : Un ennemi du peuple / Ibsen - Adaptation littéraire[11]
- 1979 : La Baignoire - Drame[6],[12]
- 1980 : Les Aigles
- 1980 : Le Magicien de Saratoga
- 1980 : L'Escalade - Comédie grinçante[9]
- 1981 : Steak
- 1981 : Belle famille - Farce tragique[9]
- 1981 : Accordez vos violons - Drame moderne[9]
- 1981 : Les Femmes de Dieu - Drame[12]
- 1982 : La Chaloupe
- 1985 : Les Fantasmes du boucher - Comédie grinçante[9]
- 1986 : La Valse du hasard - Drame[13]
- 1986 : L'Éternel Mari / Dostoïevski - Adaptation littéraire[9]
- 1988 : Le Grand Invité - Comédie[9]
- 1989 : Le Rire de David - Drame moderne[9]
- 1990 : Le Ménate ne répond plus
- 1992 : La Veuve convoitée - Comédie[9]
- 1992 : La femme qui frappe - Farce tragique[9]
- 1993 : Femme debout
- 1994 : Renata, Josepha et les hommes - Drame[12]
- 1994 : Chair amour - Comédie[9]
- 1996 : Le Trou - Comédie[5]
- 1999 : Le Vampire suce toujours deux fois - Comédie[9]
- 1999 : La Scène
- 2000 : Velouté - Comédie grinçante[9]
- 2001 : Double tour - Comédie[5]
- 2001 : Le Traitement - Comédie[5]
- 2001 : L'Abîme - Comédie[5]
- 2001 : Agitato - Drame[8]
- 2001 : 15 pour moi ! - Comédie grinçante[14]
- 2001 : L'Appel - Comédie grinçante[14]
- 2001 : De Toulouse à Bordeaux - Comédie grinçante[14]
- 2001 : Sphères - Comédie grinçante[14]
- 2001 : Au Fil de l'onde - Comédie grinçante[14]
- 2002 : Jeux de scène - Comédie grinçante[9]
- 2006 : Les Sept Péchés capitaux : L’Avarice - Coauteur [9]
- 2009 : Alma et Jérémie [8]

### Comédien
- 1976 : Isaac et la sage femme de Victor Haïm, mise en scène Étienne Bierry, Théâtre de Poche Montparnasse
- 1981 : Accordez vos violons de Victor Haïm, mise en scène Étienne Bierry, Théâtre de Poche Montparnasse

## Filmographie

### Scénariste
- 1978 : Un ennemi du peuple TV, (adaptation française)
- 1979 : La Servante TV
- 1980 : Les Incorrigibles (feuilleton TV)
- 1980 : Le Petit Théâtre d'Antenne 2 (série TV)
- 1985 : Entre chats et loups (TV, dialogue)
- 1992 : La Peur TV
- 1995 : Nestor Burma
- 1996 : Noces cruelles (adaptation et dialogue)

### Acteur de cinéma
- 1984 : C'est la faute à Rio (Blame It on Rio) : Bernardo
- 1986 : Paulette, la pauvre petite milliardaire : un invité distingué
- 1991 : Isabelle Eberhardt : Dr Taste
- 1992 : Mes fiançailles avec Hilda : le père
- 1993 : Le Nombril du monde
- 1997 : La Vérité si je mens !
- 2001 : La Vérité si je mens ! 2 : rabbi
- 2004 : Tout pour l'oseille : l'huissier
- 2007 : Délice Paloma : Monsieur Herad
- 2007 : La Déchirure, court métrage de Mikael Buch : le rabbin
- 2015 : L'Antiquaire de François Margolin :  l'ami de Claude Weinstein

### Acteur de télévision
- 1978 : Il était un musicien, épisode : Monsieur Satie de Jean Valère (série) : l'avocat de Satie
- 1980 : Le Petit Théâtre d'Antenne 2 (série)
- 1982 : Les Nouvelles Brigades du Tigre de Victor Vicas, épisode Le vampires des Carpates de Victor Vicas : le docteur
- 1989 : Adieu Don Juan : Omar
- 1993 : Commissaire Moulin (série) : le professeur Rosenberg
- 1996 : Commandant Nerval (série) : Dimitrie
- 1998 : Quand un ange passe : Monsieur Leone
- 2000 : L'Institutrice : le professeur
- 2000 : L'Avocate (série) : le président
- 2003 : Le Don fait à Catchaires : Yéhuda
- 2003 : L'Année de mes sept ans : Sam
- 2004 : La Cliente
- 2004 : Central Nuit (série) : Margol
- 2008 : La Traque : Geissman

## Publication
- Les Fantaisies microcosmiques, collectif, L'Avant-Scène Théâtre, collection Des Quatre Vents, 2004.

## Distinctions
(Pour son œuvre théâtrale)
- 1971 : prix Ibsen avec La Peau d'un fruit
- 1974 : prix des « U » de la pièce la plus originale de l'année pour Abraham et Samuel
- 1977 : prix Lugné-Poe de la SACD pour La Servante, Isaac et la Sage-Femme
- 1986 : prix Plaisir du théâtre pour Les Fantasmes du boucher
- 1986 : prix du théâtre de la SACD pour l'ensemble de son œuvre
- 1986 : prix Jacques Audiberti pour La Valse du hasard
- Molières 1994 : nomination au Molière du meilleur auteur francophone vivant pour Chair amour
- 2001 : prix Charles Oulmont-Fondation de France pour l'ensemble de son œuvre
- Molières 2003 : Molière du meilleur auteur francophone vivant pour Jeux de scène
- 2003 : Grand prix du théâtre de l’Académie française pour l'ensemble de son œuvre